# 가시리
〈가시리〉 또는 〈귀호곡(歸乎曲)〉은 고려가요의 한 작품이다. 
이별의 정한을 노래하여 기승전결의 형식을 취하고 있다. 조선 시대에 편찬된 《악장가사》와 《시용향악보》에 수록되어 있다. 노랫말 중에서 ‘나는’은 의미없이 노래의 흥을 돋우는 구실을 하며, ‘위 증즐가 대평성대’는 후렴구이다.

## 악보
《시용향악보》 참조

## 노랫말
가시리 가시리잇고 나ᄂᆞᆫ
ᄇᆞ리고 가시리잇고 나ᄂᆞᆫ
위 증즐가 大平盛代

날러는 엇디 살라 ᄒᆞ고
ᄇᆞ리고 가시리잇고 나ᄂᆞᆫ
위 증즐가 大平盛代

잡ᄉᆞ와 두어리마ᄂᆞᄂᆞᆫ
선ᄒᆞ면 아니 올셰라
위 증즐가 大平盛代

셜온 님 보내ᄋᆞᆸ노니 나ᄂᆞᆫ
가시ᄂᆞᆫ ᄃᆞᆺ 도셔 오쇼셔 나ᄂᆞᆫ
위 증즐가 大平盛代